# Aconcagua
Aconcagua, în original în spaniolă, Cerro Aconcagua, se găsește în Argentina și este simultan cel mai înalt munte din ambele Americi, din emisfera sudică și emisfera vestică, precum și cel mai înalt munte din afara Asiei și unul din Cele șapte vârfuri importante ale lumii, fiecare dintre ele fiind cel mai înalt al continentului sau al sub-continentului din care face parte.
Parte a lanțului muntos al Anzilor Cordilieri este mărginit de văile Valle de las Vacas la nord și est, respectiv de Valle de los Horcones Inferior la vest și sud. Muntele și împrejmuirile sale fac parte din parcul regional numit Parque provincial Aconcagua. Muntele are a serie de ghețari, dintre care cei mai masivi sunt Ghețarul polonezilor (conform Glaciar de los polacos) și Ghețarul englezilor (conform Glaciar de los inglesos).
Există și un râu omonim, Rio Aconcagua, care izvorăște de pe panta sudică și apoi curge spre vest, vărsându-se în Oceanul Pacific la 20 km nord de orașul Valparaíso, Chile.
Muntele este rezultatul intrării plăcii tectonice Nazca sub placa tectonică a Americii de Sud în timpul "recentei" orogeneze a lanțului montan al Anzilor. Evident, muntele nu este un vulcan ci un munte de încrețire.
Originea numelui însuși este contestată, existând păreri care susțin că ar proveni din limba Quechua, fiind o adaptare a expresiei Ackon Cahuak, care ar însemna "Santinela de piatră", sau că ar proveni din limba Arauca, fiind o transformare a expresiei Aconca-Hue, numele de atunci al râului Aconcagua, care în varianta din Chile ar însemna "Vine pe partea cealaltă", din moment ce populațiile native credeau că râul izvora de pe versantul vestic al muntelui.

## Trasee

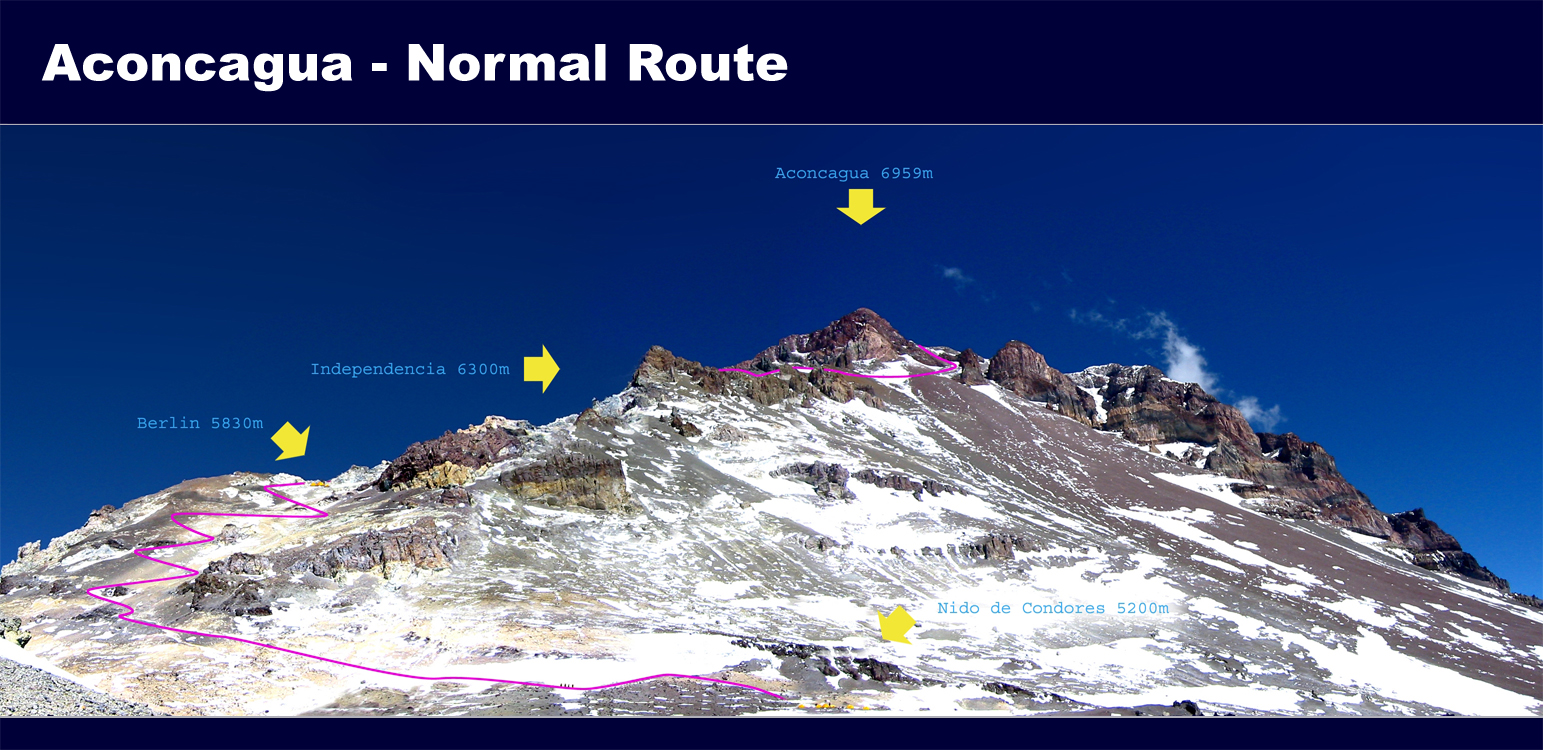
Ruta obișnuită către vârf

În termeni montani, Aconcagua este un munte relativ ușor de urcat, dacă se folosește ruta nordică, cea care este considerată a fi cea "normală". Deși efectele de altitudine sunt severe (presiunea atmosferică pe vârf este 40 % din presiunea atmosferică de la nivelul mării) totuși nu este necesară folosirea oxigenului suplimentar.  Recordul pentru ruta nordică a fost stabilit în 1991, fiind de 5 ore și 45 de minute.
Cea de-a doua cea mai frecventă rută implică traversarea Ghețarului Polonezilor. Această variantă de urcare pornește din valea Vacas, urcă până la baza ghețarului și apoi folosește partea finală a traseului rutei nordice.
Variantele de urcare folosind muchiile sudice și sud-vestice sunt mult mai dificile din punct de vedere alpinistic, iar urcarea feței sudice este considerată foarte dificilă.
Prima urcare înregistrată a fost în 1897, fiind condusă de britanicul Edward Fitzgerald.  Vârful a fost atins de elvețianul Matthias Zurbriggen în ziua de 14 ianuarie și apoi de alți doi membri ai expediției câteva zile mai târziu.
Înainte de efectuarea ascensiunii propriu-zise, toți cei care doresc să efectueze ascensiunea trebuie să achiziționeze un permis de la autoritatea responsabilă cu întreținerea întregii zone, Parcul regional Aconcagua localizat în Mendoza. Prețurile variază după sezon.

### Traseul obișnuit
Atingerea altitudinii maxime se face de obicei pe versantul nordic întrucât este cel mai accesibil. Staționarea în tabere intermediare este o practică obișnuită. Altitudinile prezentate sunt aproximative și orientative.
- Puente Del Inca (2700m)sau Los Penitentes (2600m) - puncte de start ale ascensiunii (se recomanda să se doarmă o noapte într-unul din aceste locuri); intrarea în parc se face pe valea Horcones

- Confluencia -- 3.300 m - prima tabără organizată (se recomandă să se doarmă aici 2 nopți și să se urce până la "Plaza Francia" de unde se vede fața sudică a masivului Aconcagua); traseul continuă pe valea "Horcones superior" până la "Plaza de Mulas" (8 ore de mers)

- Plaza de Mulas -- 4.300 m - tabără de bază si cabană "El refugio" (se recomandă să se doarmă aici minim 5 nopți)

- Plaza Canada -- 4.900 m - 3 ore de mers de la Plaza de Mulas

- Tabara Alaska -- 5.200 m - 6 ore de mers de la Plaza de Mulas

- Nido de Cóndores -- 5.400 m - 9 ore de mers de la Plaza de Mulas

- Berlín -- 5.900 m - 2-3 ore de mers de la Nido

- Vârful Aconcagua -- 6.962 m - 8 ore de mers de la Berlin ; se pleacă dimineață la ora 6 (atenție este foarte frig); se urcă 3 ore până la ruina refugiului "Independencia" (6200m) unde, la căldura primelor raze de soare, se monteaza colțarii ;apoi se mai urcă 2-3 ore până la baza "Canalettei" de-a lungul unui traverseu ;ultima parte a ascensiunii este pe vâlcelul numit "Canaletta" urcușul fiind destul de abrupt.

## Galerie de imagini

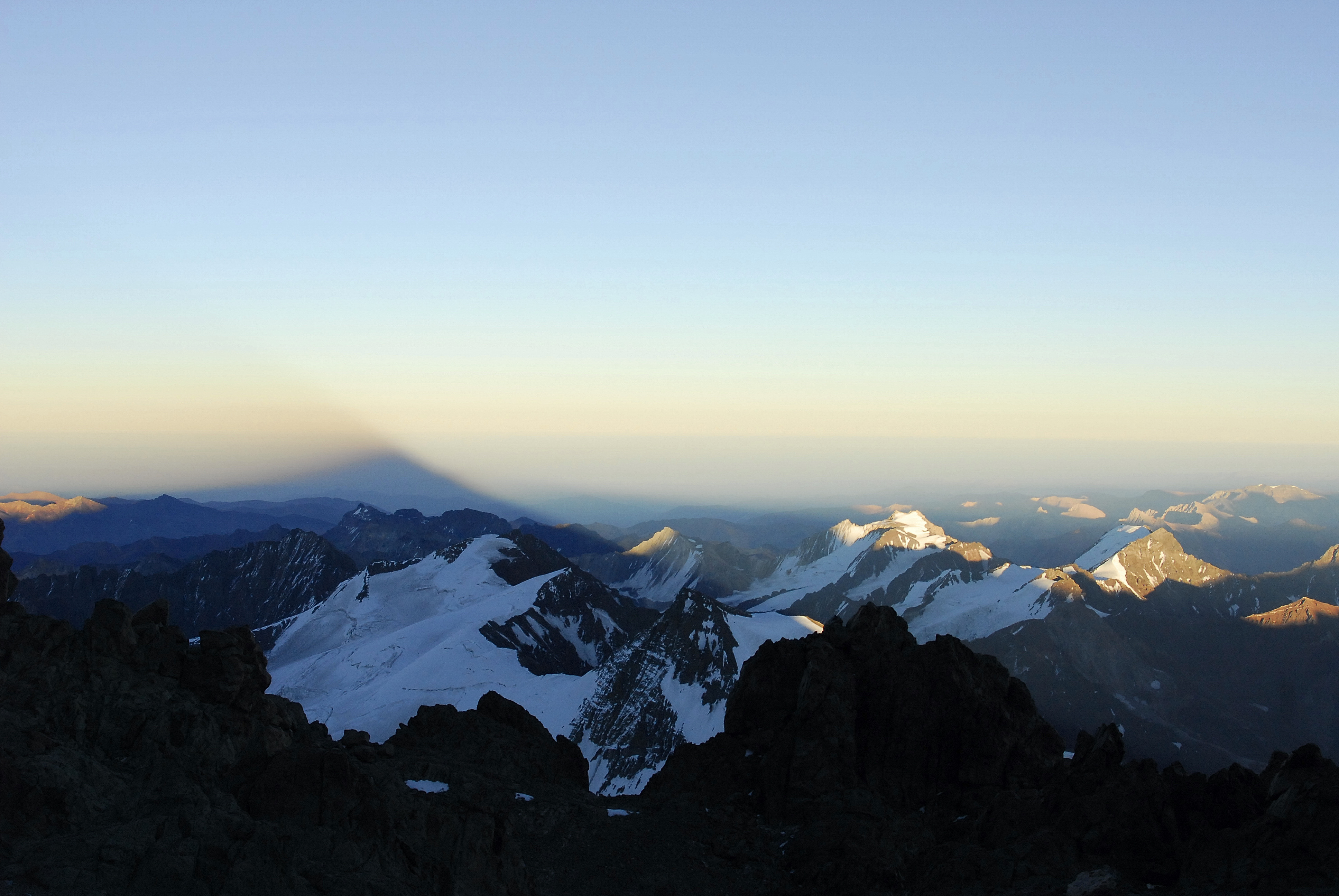
Umbra varfului Aconcagua
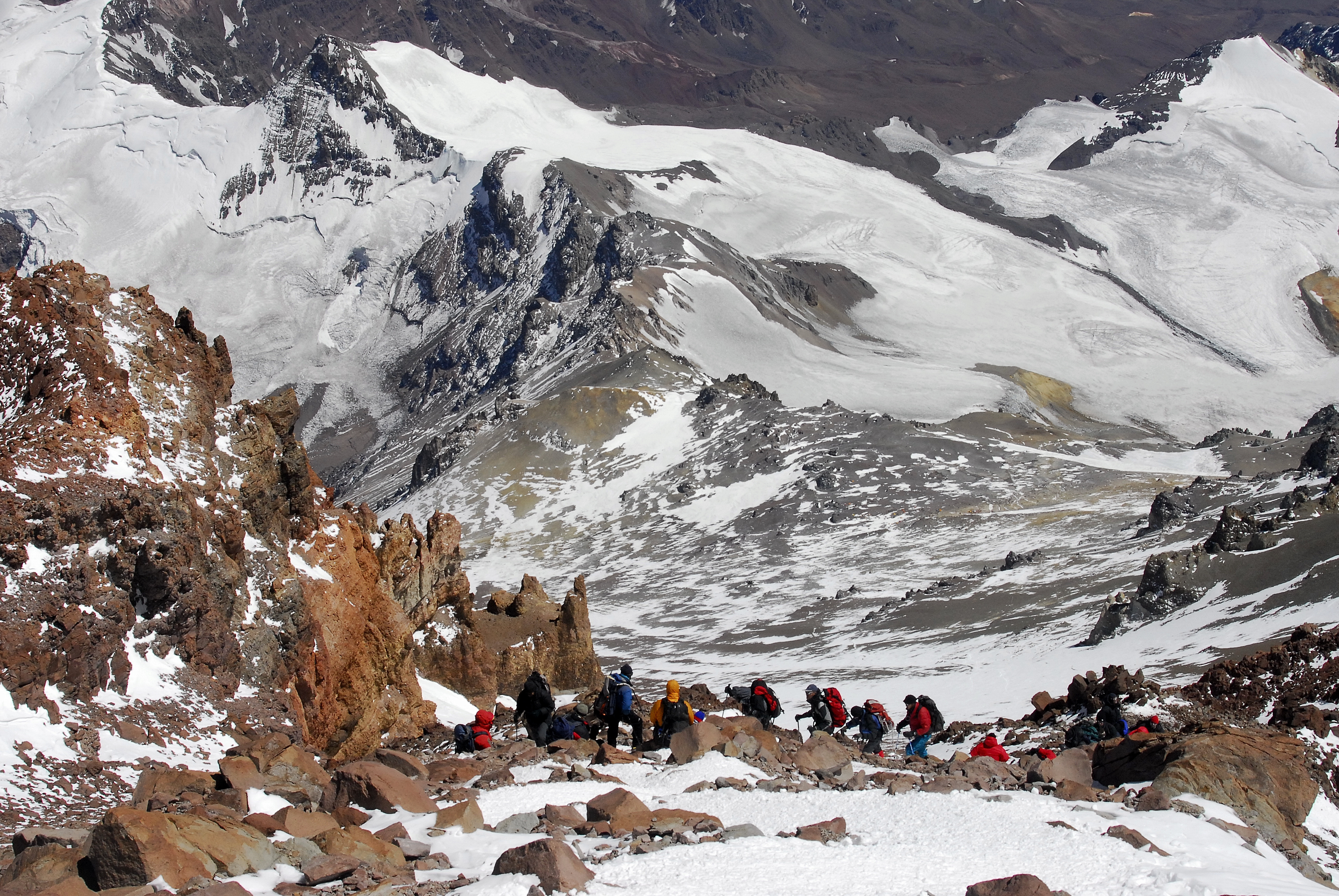
Canaletta
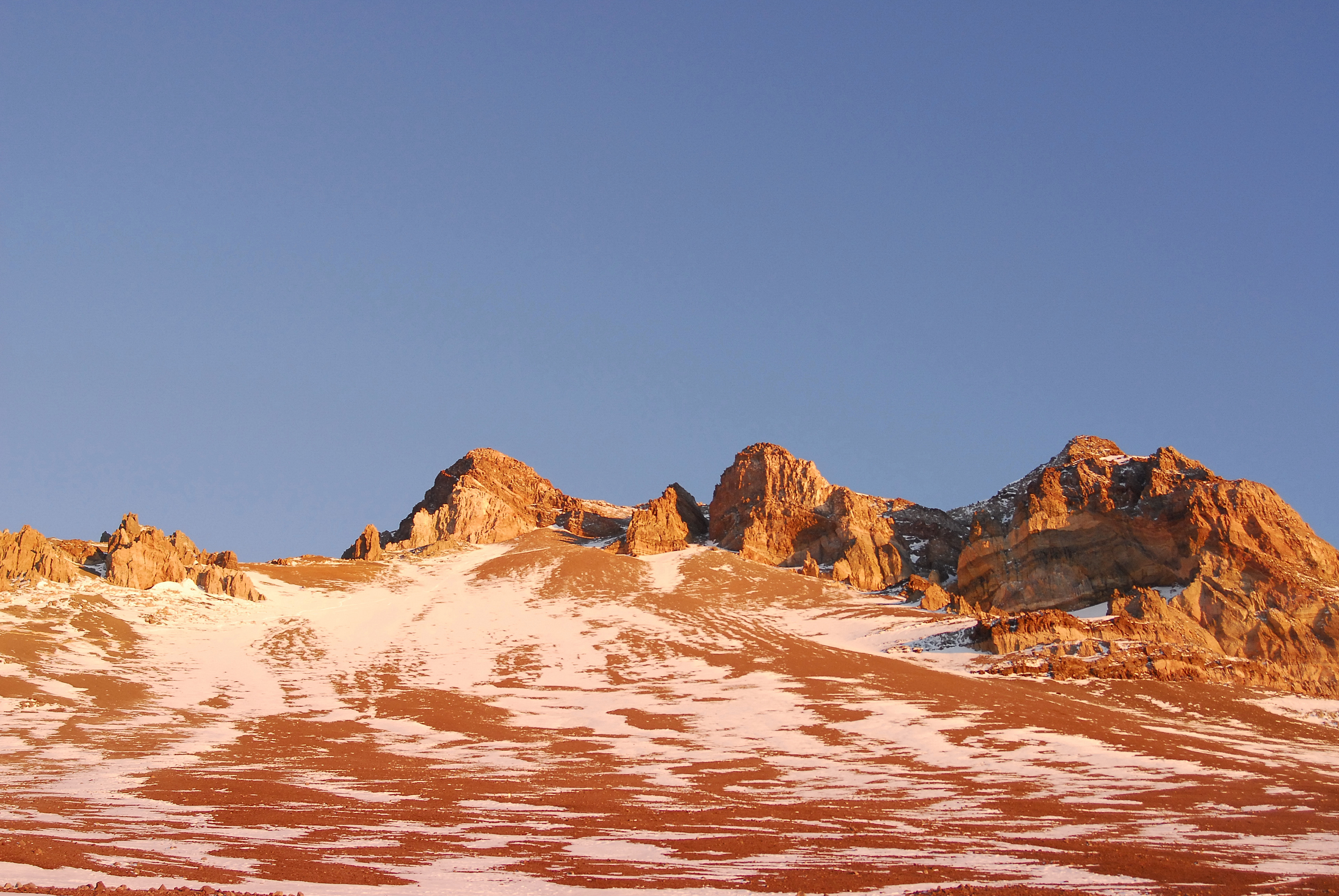
Varful Aconcagua vazut din tabara Alaska
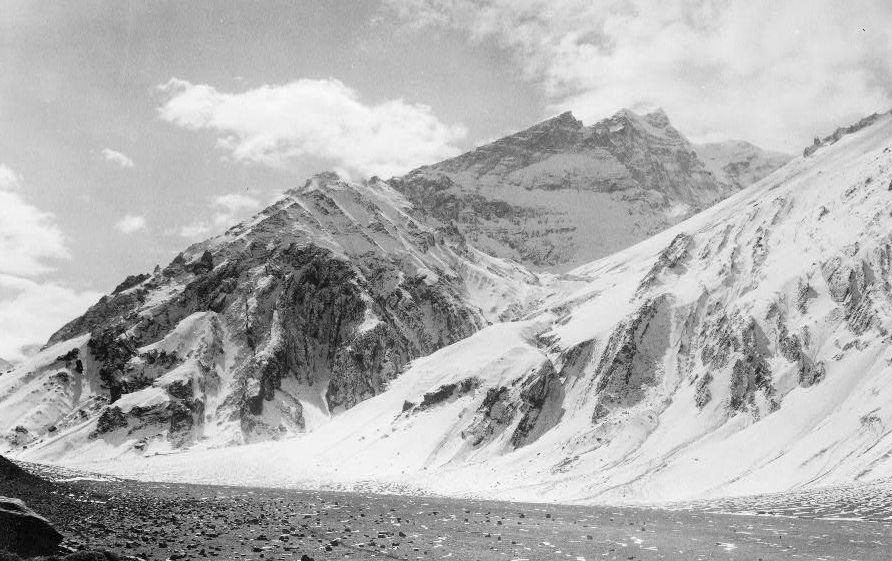
Fotografie realizată câdva între 1890 și 1923
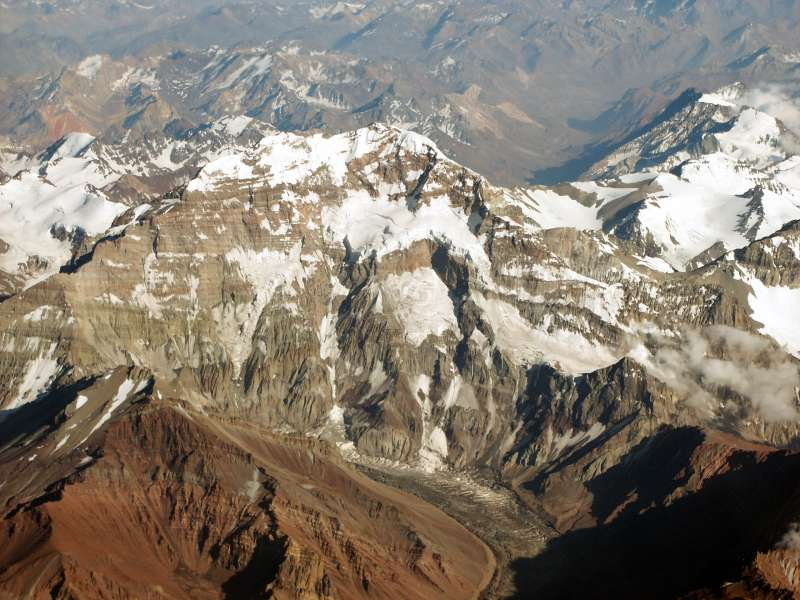
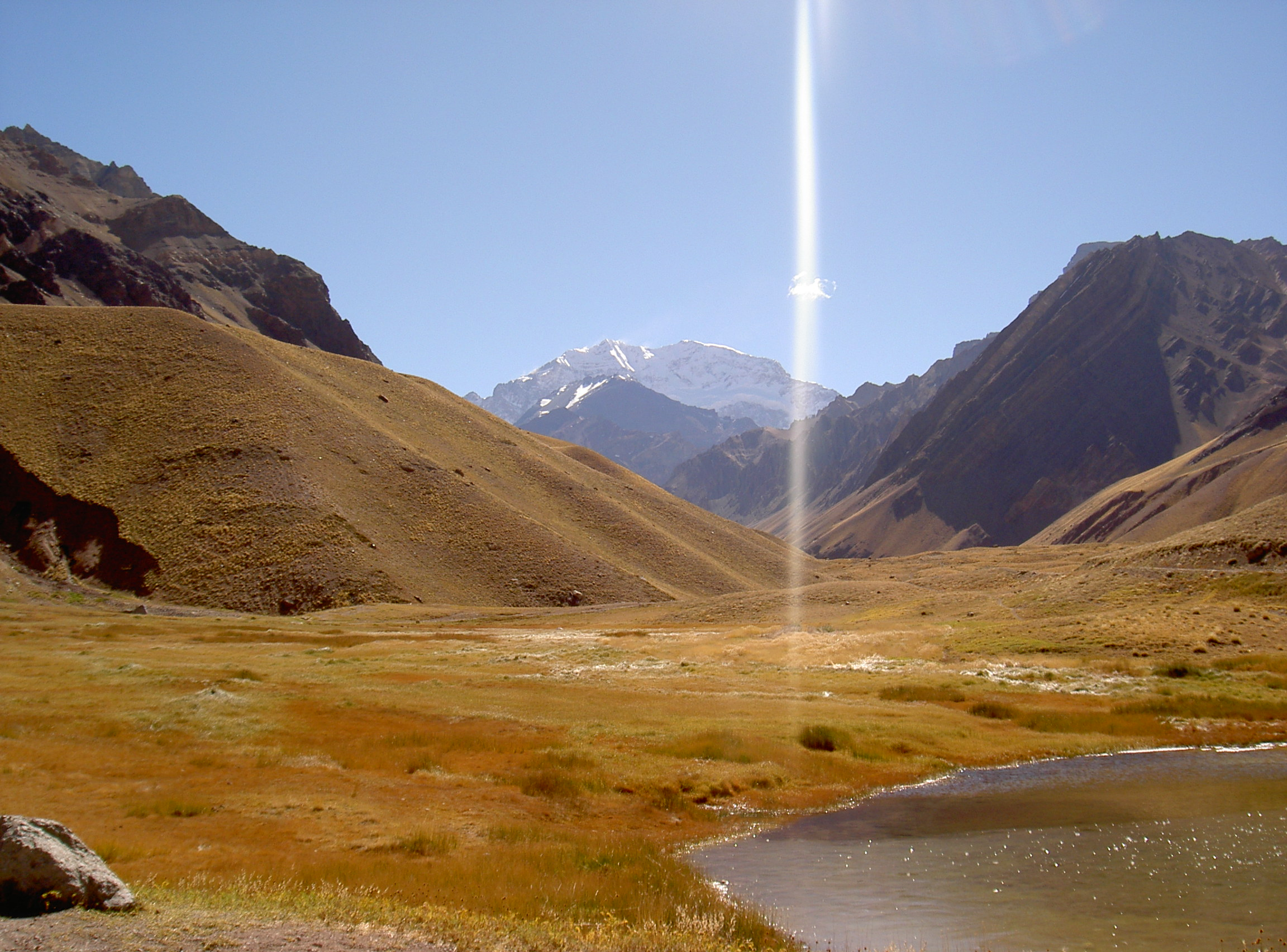
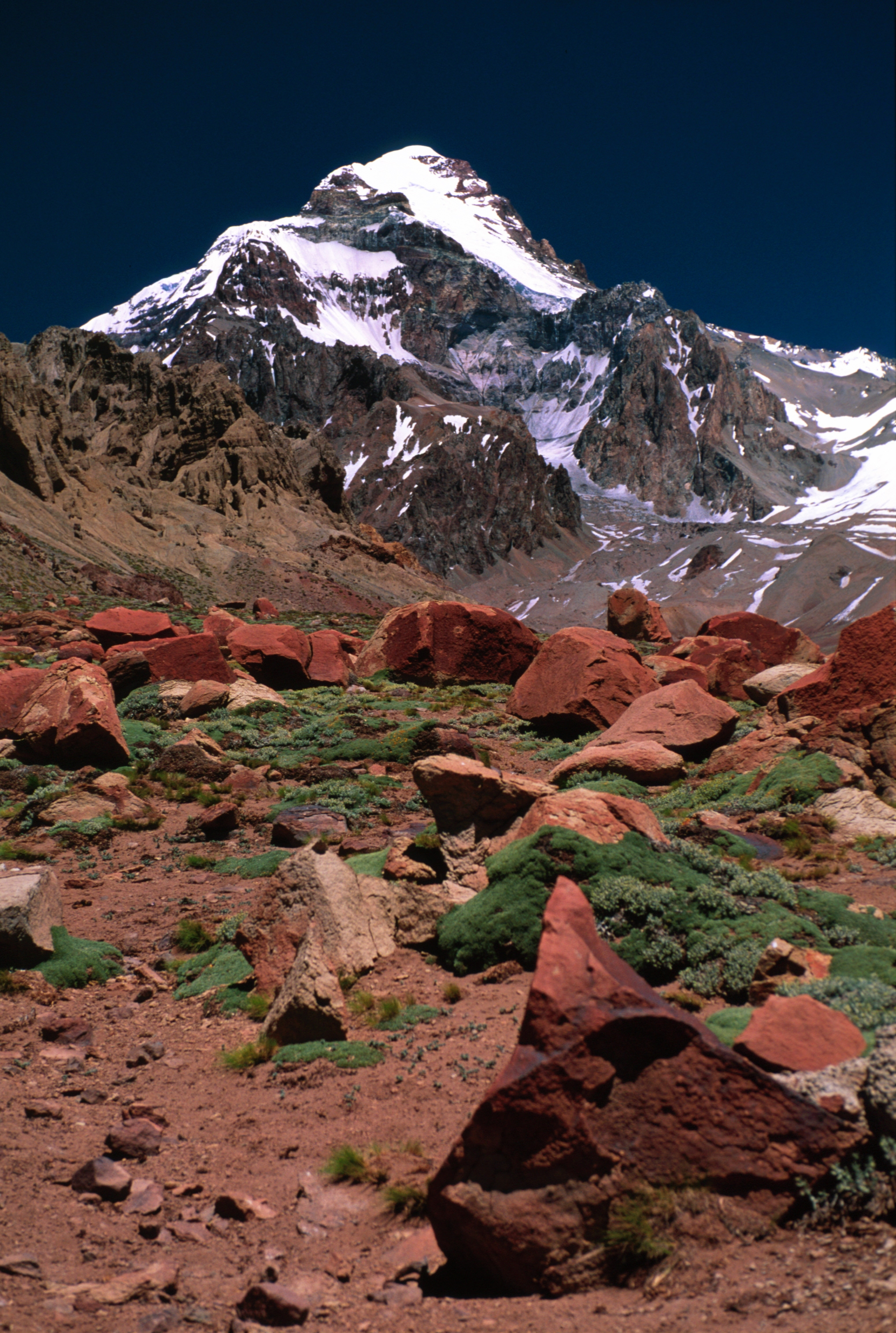
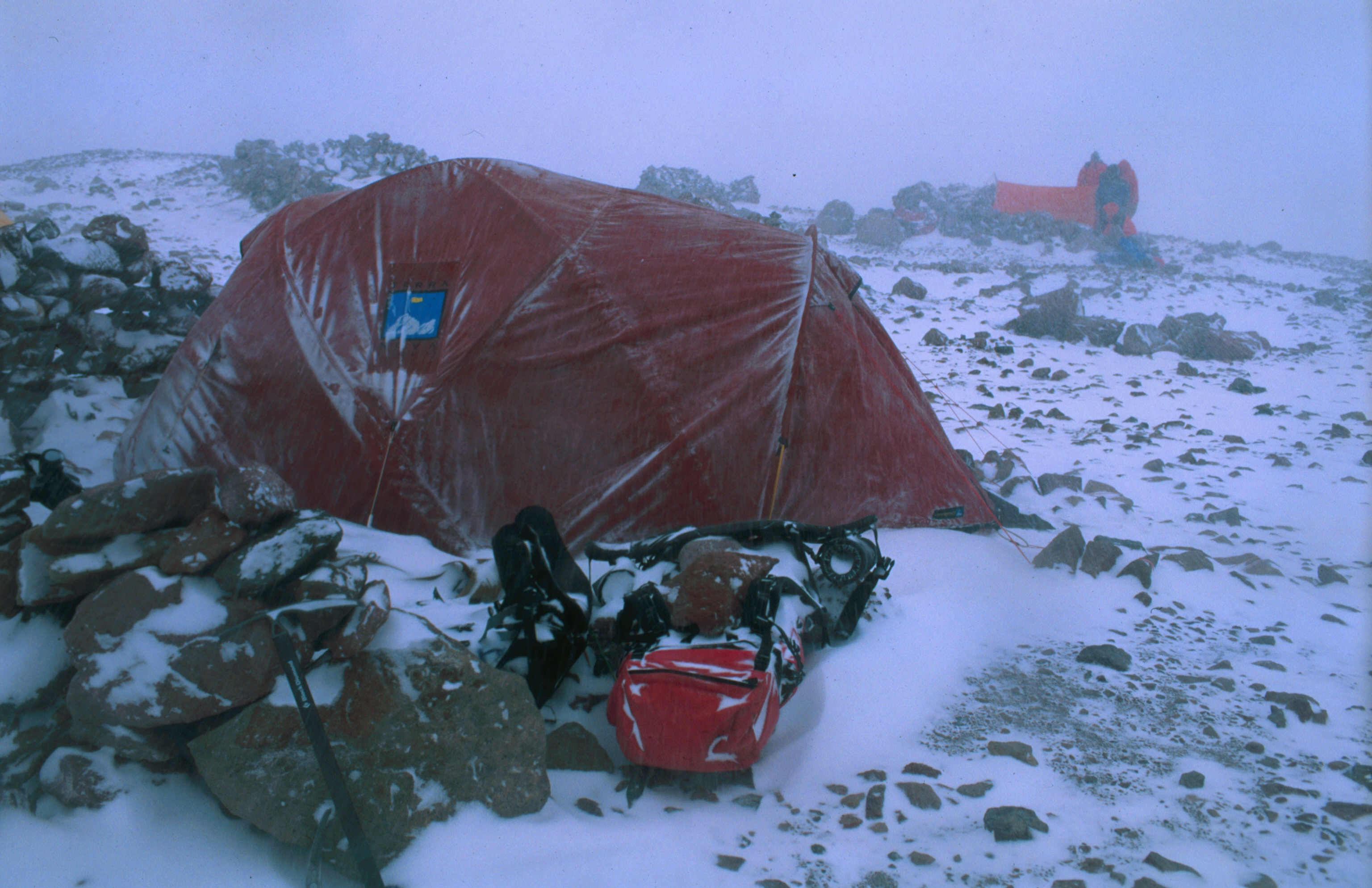
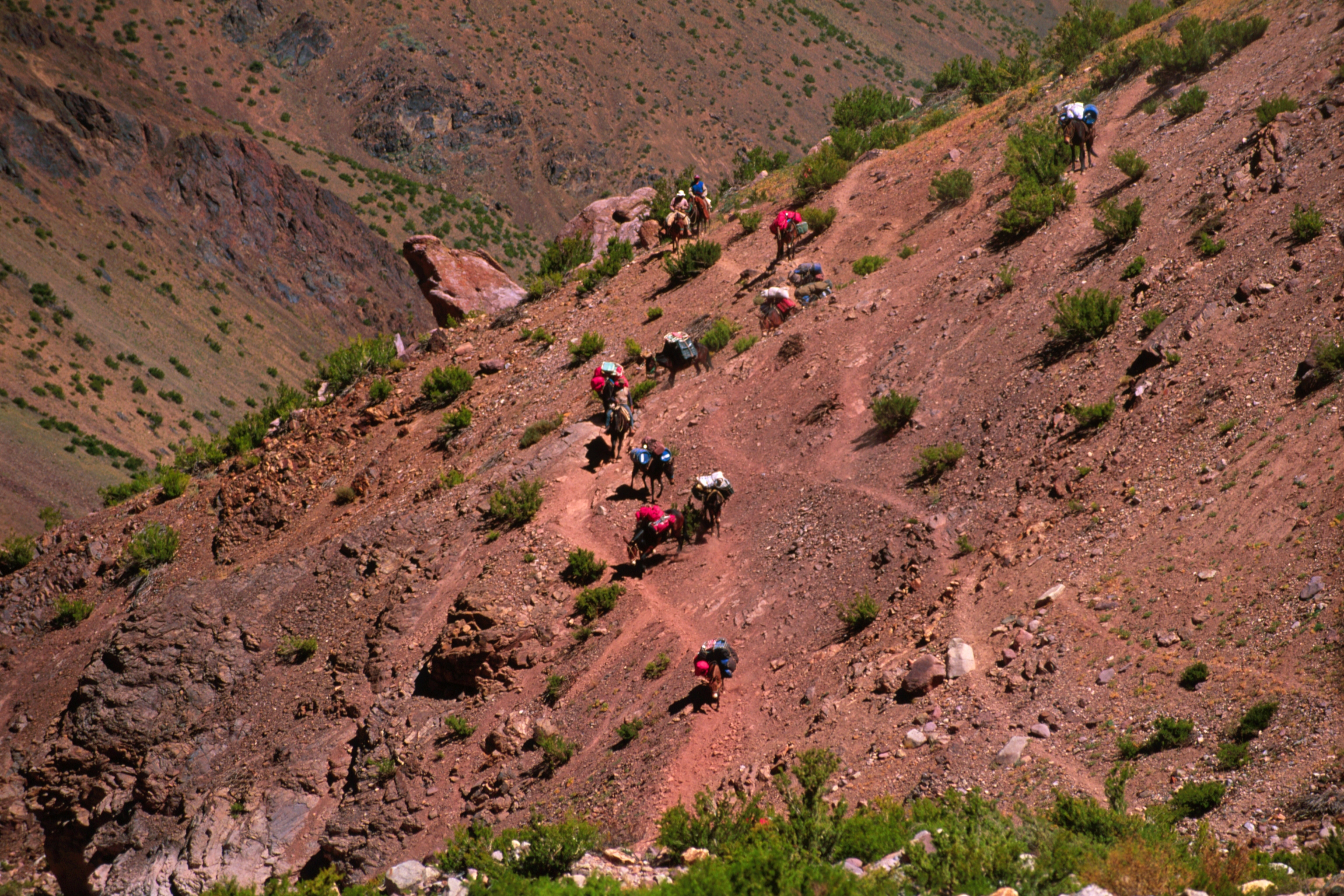
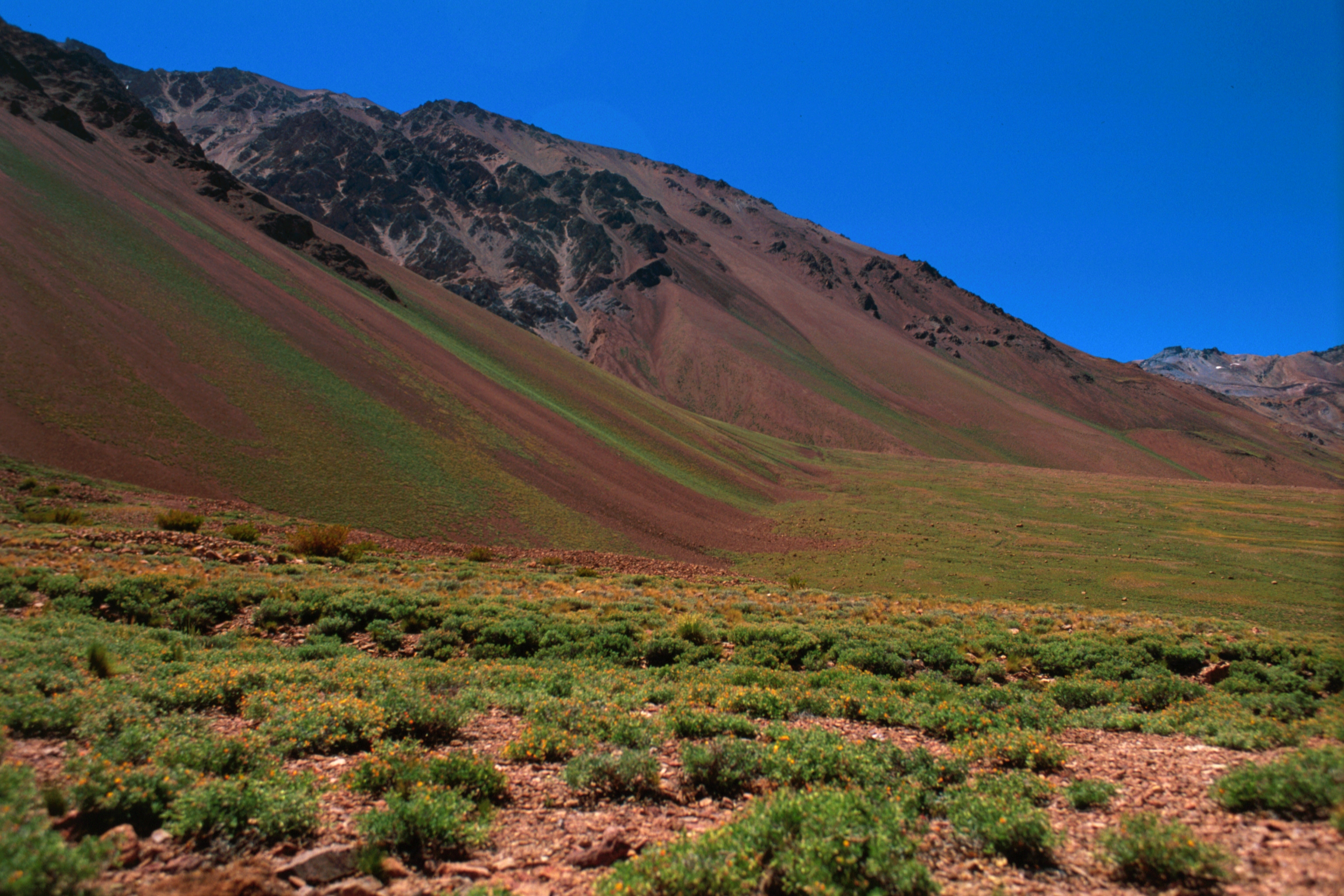
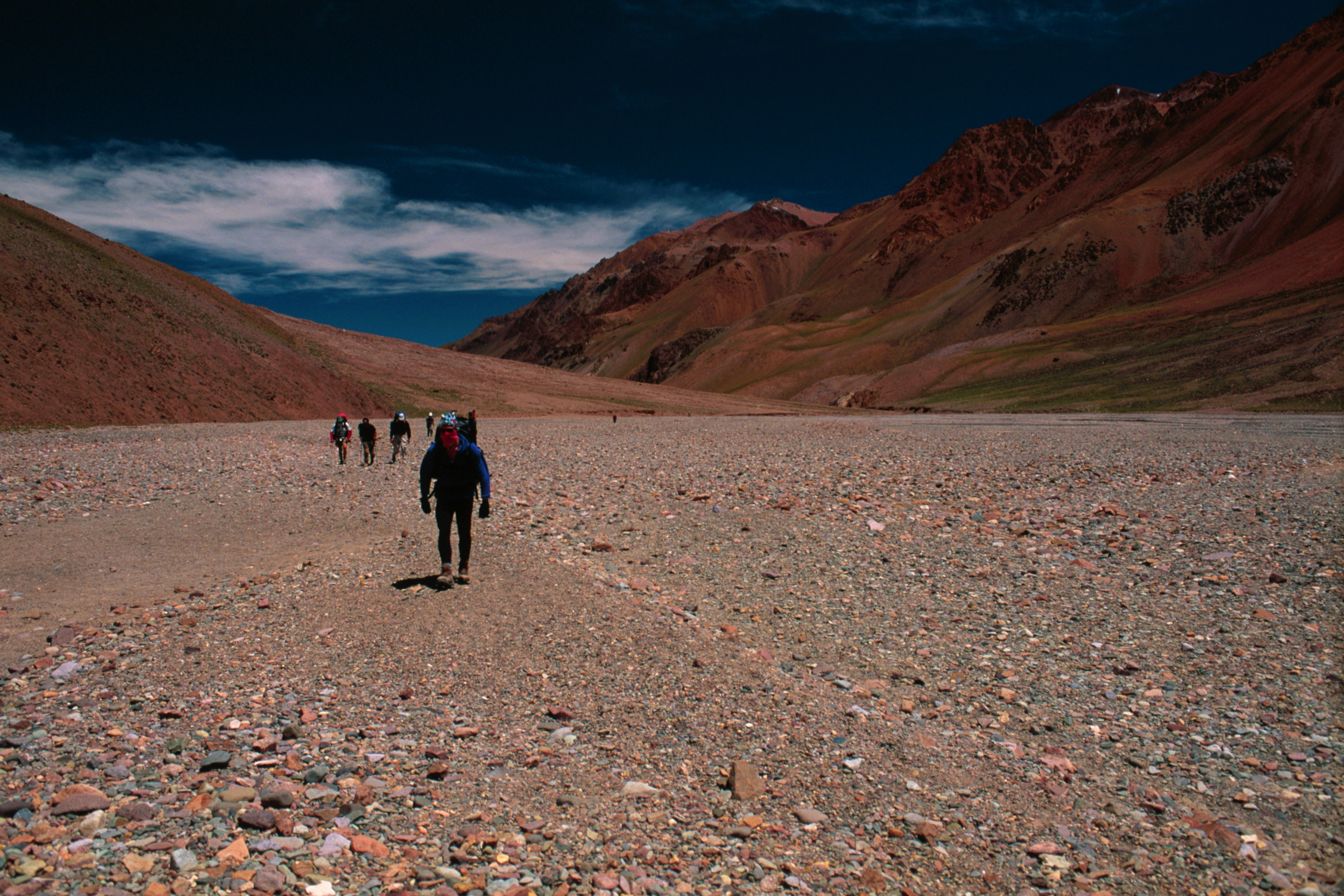
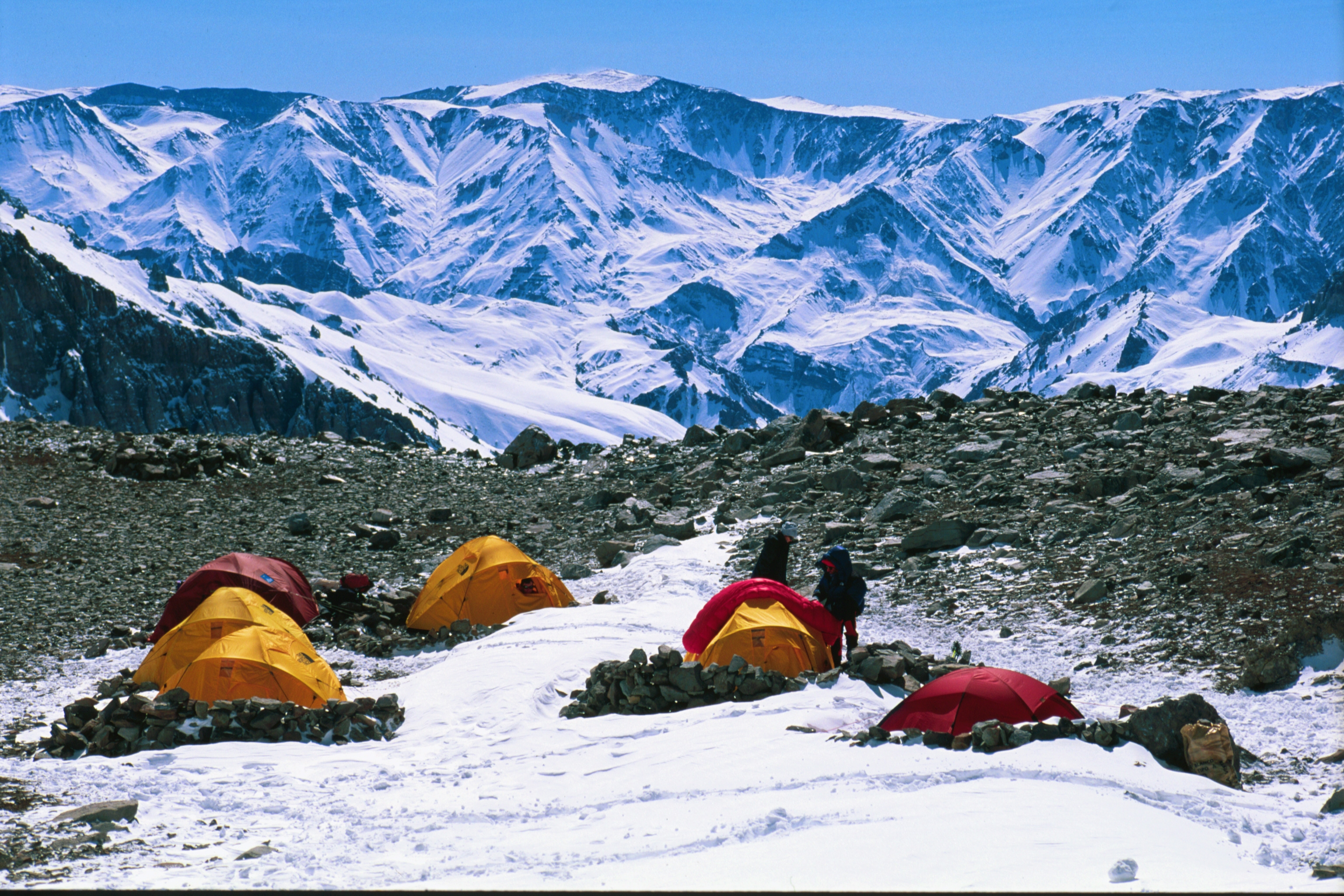
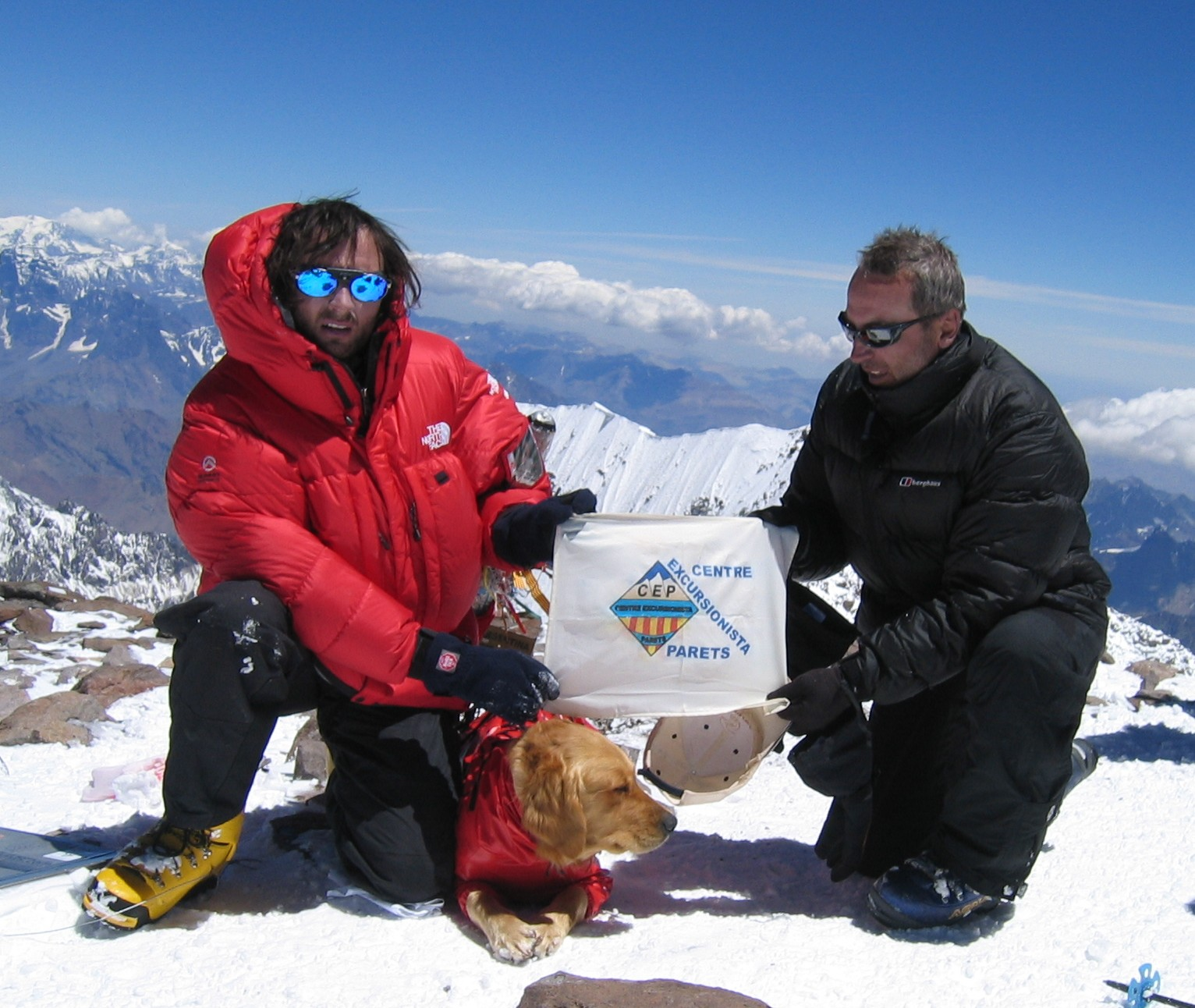
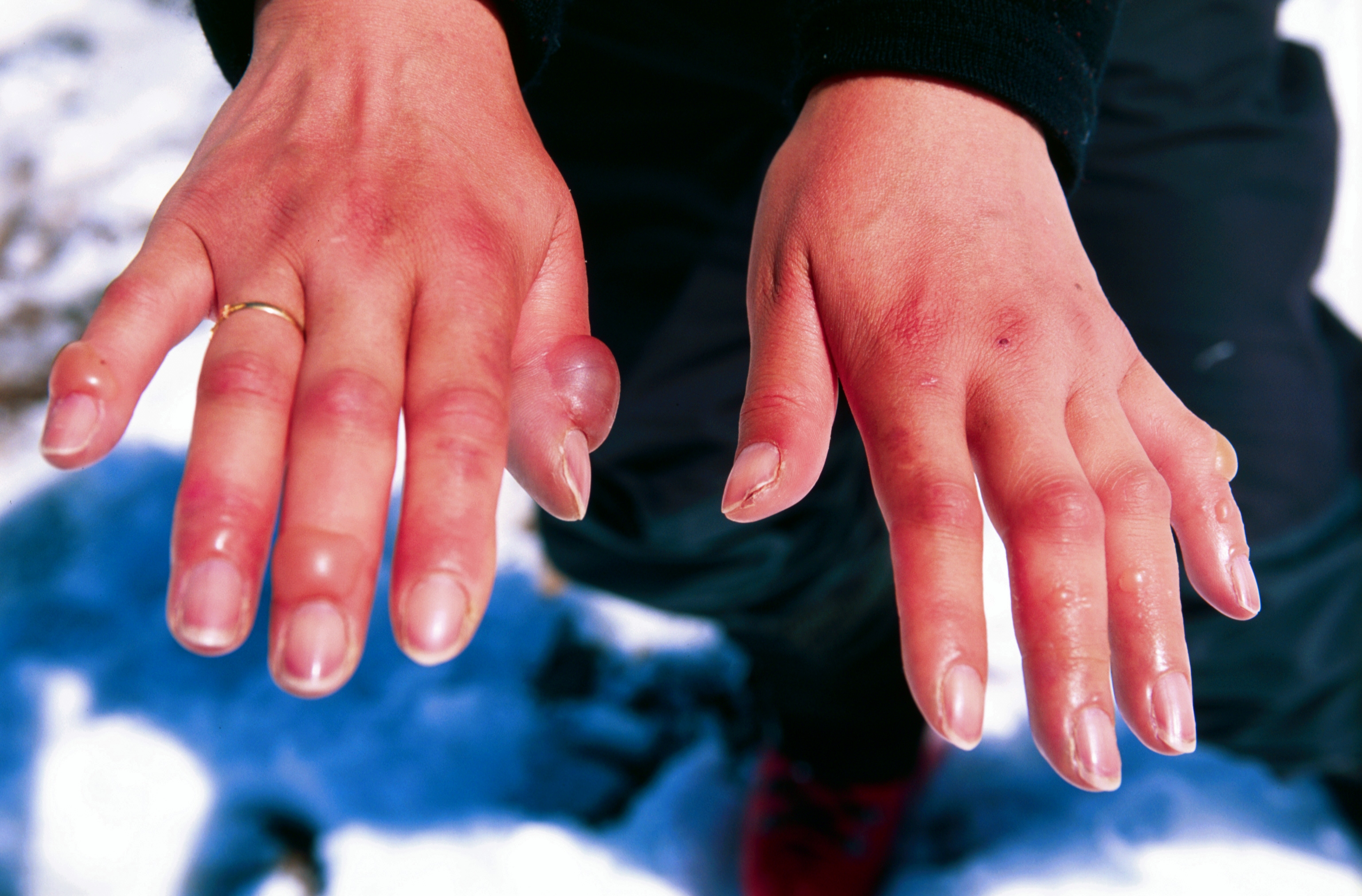
Imaginea unor mâini degerate